# Српски олимпијски куп
Српски олимпијски куп (познат и као само Српски куп или Олимпијски куп) је такмичење које је организовано од стране Олимпијског комитета Србије 1914. и било је то прво фудбалско такмичење одржано у Србији. Одиграна је само финална утакмица, а било је планирано да се такмичење одржи и у будућим годинама, али је 1914. отпочео Први светски рат. На јединој утакмици победио је СК Велика Србија из Београда(од 1919. до 1941. СК Југославија, од 1941. до гашења 1945. СК 1913) против СК Шумадија из Крагујевца да 3:1. Како је ово прво фудбалско такмичење у Србији, СК Велика Србија се може сматрати првим освајачем Купа Србије.

## Финале
| Домаћи клуб         | Резултат                           | Гостујући клуб                     |
| ------------------- | ---------------------------------- | ---------------------------------- |
| СК Велика Србија    | 3–1                                | СК Шумадија Крагујевац             |
| Датум               | 11. мај 1914.                      | 11. мај 1914.                      |
| Стадион             | Стадион СК Соко, Кошутњак, Београд | Стадион СК Соко, Кошутњак, Београд |
| Махек(2), Јовановић | Стрелци                            | Трифуновић                         |

| Победник Српског олимпијског купа 1914. |
| --------------------------------------- |
| СК Велика Србија 1. титула              |